# DeNA
K.K. DeNA (jap. 株式会社ディー・エヌ・エー, Kabushiki-gaisha Dī-Enu-Ē, englisch DeNA Co., Ltd., ausgesprochen D-N-A) ist ein japanischer Entwickler und Betreiber von mobilen Dienstleistungen wie Free-to-play-Spielen, E-Commerce-Systemen und sozialen Netzwerken. Das Unternehmen ist im Aktienindex Nikkei 225 gelistet.

## Geschichte
DeNA wurde am 4. März 1999 von Tomoko Namba gegründet, um ein Online-Auktionshaus für den japanischen Markt zu entwickeln. 2 Monate vor dem Start veröffentlichte Yahoo! Japan sein eigenes Angebot, bevor im November 1999 Bidders (heute DeNA Shopping) startete. In den folgenden Jahren konzentrierte man sich auf seine E-Commerce-Systeme, besonders auf mobiles Einkaufen.
Seit 2006 fokussierte man sich auf den mobilen Spielemarkt und startete im Februar Mobage Town (heute Mobage), ein soziales Spiele-Netzwerk. Im April 2008 hatte Mobage Town bereits 10 Millionen Mitglieder. 2008 begann DeNA auch die Märkte außerhalb Japans zu erschließen: im Juli 2009 wurden WAPTX, Betreiber eines chinesischen sozialen Netzwerks, und im Oktober 2010 ngmoco, ein US-amerikanischer Spieleentwickler, übernommen. Heute entwickelt das Unternehmen neben Spielen für die eigene Mobage-Plattform auch für iOS und Android.
Im Laufe der Jahre kamen weitere Unternehmensfelder dazu: 2011 übernahm DeNA die japanische Baseball-Profimannschaft Yokohama BayStars, gründete 2014 zusammen mit dem Institute of Medical Science der Universität Tokio (IMSUT) das Unternehmen Mycode, einen Anbieter von Gentests, und entwickelt seit 2015 zusammen mit ZMP eine autonome Personenbeförderung.
Bis Juni 2011 war Tomoko Namba Geschäftsführerin von DeNA, danach übernahm Isao Moriyasu bis April 2021 diese Position.
Seit April 2021 hat Shingo Okamura das Amt inne.

## Unternehmensstruktur

### Muttergesellschaft
Nachdem das Unternehmen im März 1999 als Yūgen-gaisha (有限会社, vergleichbar mit einer deutschen GmbH) gegründet wurde, firmierte es im August 1999 als Kabushiki-gaisha (Aktiengesellschaft). Ab Februar 2005 konnten die Aktien (Code 2432) an der Tokioter Börse in der „Mothers“-Sektion (Startups) gehandelt werden, seit Dezember 2007 wird DeNA in der „First“-Sektion (große Unternehmen) gelistet. Seit dem 1. Oktober 2015 wird DeNA im japanischen Aktienindex Nikkei 225 geführt.
DeNA besitzt 540.900.000 autorisierte Aktien, von denen 122.145.545 emittiert sind (Stand: 31. März 2023).
| Größte Anteilseigner                                       | Größte Anteilseigner | Größte Anteilseigner |
|                                                            | Aktien (in Tsd.)     | Anteil (in %) 1      |
| ---------------------------------------------------------- | -------------------- | -------------------- |
| Tomoko Namba                                               | 19.807               | 17,79                |
| The Master Trust Bank of Japan                             | 17.412               | 15,64                |
| Nintendo                                                   | 15.081               | 13,55                |
| Custody Bank of Japan                                      | 6.522                | 5,86                 |
| Silchester International Investors (über Northern Trust)   | 4.318                | 3,88                 |
| Shogo Kawada                                               | 3.663                | 3,29                 |
| Steuerbefreite Pensionsfonds der USA (über Northern Trust) | 1.919                | 1,72                 |
| JPMorgan Chase                                             | 1.670                | 1,50                 |
| State Street Bank and Trust Company                        | 1.612                | 1,45                 |
| Northern Trust                                             | 1.585                | 1,42                 |

Bis März 2013 war die So-net Entertainment Corporation, eine 100%ige Tochtergesellschaft der Sony Corporation, mit 17,7 Mio. Aktien (12,39 %) Großanteilseigner an DeNA.

### Tochtergesellschaften
- DeNA Hanoi, ehemals Punch Entertainment (Vietnam) Inc., vietnamesischer Spieleentwickler
- DeNA Life Science, Inc., Betreiber von Mycode, einem Anbieter von Gentests
- DeNA Niigata, Kundenservice
- DeNA Santiago Ltd., ehemals Atakama Labs S.A., chilenischer Spieleentwickler
- DeNA Seoul Co., Ltd., südkoreanischer Spieleentwickler
- DeNA Studios Canada Ltd., kanadischer Spieleentwickler
- DeNA Travel Co., Ltd., Touristikunternehmen
- iemo Co., Ltd., Betreiber der Informationsseite iemo über Inneneinrichtung
- ngmoco, LLC., US-amerikanischer Spielevertrieb
- peroli, Inc., japanisches Medienunternehmen
- Shanghai Zongyou Network Technology Co., Ltd., firmiert auch unter den Namen DeNA China und DeNA Shanghai, verschiedene Firmenzweige in China
- Skygate Co., Ltd.
- Yokohama BayStars Baseball Club, Inc., Inhaber der japanischen Baseball-Profimannschaft Yokohama DeNA BayStars

Ehemalige Tochtergesellschaften:
- Air Link Co., Ltd., nun Teil von DeNA Travel
- DeNA Amsterdam, ehemals Rough Cookie B.V., niederländischer Spieleentwickler
- DeNA Global, Inc., übergeordnetes Unternehmen für den nicht-asiatischen Markt und Betreiber von MobaMingle
- Freeverse, Inc., US-amerikanischer Spieleentwickler mit Sitz in New York City
- Gameview Studios, LLC, US-amerikanischer Spieleentwickler
- IceBreaker, Inc., Betreiber der Dating-App Crush or Flush
- MiniNation, Inc., Betreiber von MiniNation, einem sozialen Netzwerk für mobile Spiele im US-amerikanischen Markt, welches nach der Übernahme von ngmoco geschlossen wurde

### Joint Ventures
- DeSC Healthcare, Inc., zusammen mit dem Mischkonzern Sumitomo Shōji, Betreiber von KenCoM
- Everystar Co., Ltd., zusammen mit dem Mobilfunkanbieter NTT DoCoMo, Anbieter von elektronischen Büchern, Zeitungen, Zeitschriften, Romanen und Mangas für Mobiltelefone
- Mobaoku Co., Ltd., zusammen mit dem Telekommunikationsunternehmen KDDI, Betreiber des Auktionshauses Mobaoku und der Verkaufsplattform au Shopping Mall
- Paygent Co., Ltd., zusammen mit der Mitsubishi UFJ Financial Group, Betreiber des Bezahldienstes Paygent
- Robot Taxi, Inc., zusammen mit dem Robotikhersteller ZMP, autonome Personenbeförderung
- Nintendo Systems Co., Ltd.[12], zusammen mit dem Videospielhersteller Nintendo

Ehemalige Joint Ventures:
- BNDeNA Inc., gegründet 2011 als BDNA Inc., zusammen mit Bandai Namco Games, aufgelöst 2014
- Mobakore Co., Ltd., gegründet 2006 zusammen mit Senshukai, Onlineshop für Fashion und Mode, seit 2010 100%ige Tochter von Senshukai[13]

## Spiele
- Kaitō Royale (2010)
- Blood Brothers (2011)
- Rage of Bahamut (2012)
- Marvel: War of Heroes (2012)
- HellFire: The Summoning (2012)
- Transformers: Legends (2013)
- G.I. Joe Battleground (2013)
- Godus (2014)
- Super Battle Tactics (2014)
- Star Wars: Galactic Defense (2014)
- Blood Brothers 2 (2015)
- Transformers: Battle Tactics (2015)
- Final Fantasy Record Keeper (2015)
- Marvel Mighty Heroes (2015)
- Miitomo (2016)
- Super Mario Run (2016)
- Fire Emblem Heroes (2017)
- Mario Kart Tour (2019)
- Pokémon Masters (2019)